# Еудикоти
Еудикотите или същинските двусемеделни (Eudicots) са монофилетичен клон цъфтящи растения.

## Класификация
Според класификационната система APG III (2009) групата на Еудикотите включва следните подклонове и разреди:
Клон Еудикоти
- Клон Розиди (Rosids)
  - Разред Vitales
  - Клон Eurosids I
    - Разред Zygophyllales
    - Разред Celastrales
    - Разред Oxalidales
    - Разред Malpighiales
    - Разред Cucurbitales
    - Разред Fabales
    - Разред Fagales
    - Разред Rosales

  - Клон Eurosids II
    - Разред Geraniales
    - Разред Myrtales
    - Разред Crossosomatales
    - Разред Picramniales
    - Разред Huerteales
    - Разред Brassicales
    - Разред Malvales
    - Разред Sapindales
    - Разред Berberidopsidales
    - Разред Santalales
    - Разред Caryophyllales
- Клон Астериди (Asterids)
  - Разред Cornales
  - Разред Ericales
  - Клон Euasterids I
    - Разред Garryales
    - Разред Gentianales
    - Разред Lamiales
    - Разред Solanales

  - Клон Euasterids II
    - Разред Aquifoliales
    - Разред Asterales
    - Разред Escalloniales
    - Разред Bruniales
    - Разред Paracryphiales
    - Разред Dipsacales
    - Разред Apiales